# Куэс, Эллиот
Эллиот Куэс (англ. Elliott Coues; 9 сентября 1842 — 25 декабря 1899) — американский натуралист, орнитолог, войсковой хирург, историк и писатель.
Член Национальной академии наук США (1877).

## Биография
Родился 9 сентября 1842 года в Портсмуте, Нью-Хэмпшир. Он получил высшее образование в университете Джорджа Вашингтона, Вашингтон, округ Колумбия, окончив его в 1861 году, и в Медицинской школе того учреждения, которую окончил в 1863 году. Он служил медицинским кадетом в Вашингтоне в 1862—1863 годах и в 1864 году был назначен ассистентом хирурга в регулярной армии. В 1872 году он издал свою работу по орнитологии «Key to North American Birds», которая, переизданная с исправлениями и дополнениями в 1884 и 1901 годах, явилась важным трудом, способствовавшим систематическим орнитологическим исследованиям в Америке.
В 1873—1876 годах Куэс был зачислен как хирург и натуралист в Американскую комиссию по северной границе и в 1876—1880 годах был секретарём и натуралистом Американской геологической и географической службы Территорий, публикации которой он редактировал. Он был лектором по анатомии в медицинской школе Колумбийского университета в 1877—1882 годах и профессором анатомии там же в 1882—1887 годах.
Он ушёл из армии в 1881 году, чтобы полностью посвятить себя научному исследованию. Он был основателем Союза американских орнитологов и главным редактором его печатного органа, «The Auk», а также нескольких других орнитологических периодических изданий. Он умер в Балтиморе, Мэриленд, 25 декабря 1899 года. В дополнение к орнитологии он проделал ценную работу в области изучения млекопитающих; его книга «Fur-Bearing Animals» (1877) отличалась для своего времени точностью и полнотой описания видов, некоторые из которых уже тогда стали редкими. Также увлекался спиритуализмом: в 1887 году он стал президентом Тайного Теософического общества Америки.